# Birkenfeld (Badenia-Wirtembergia)
Birkenfeld – miejscowość i gmina w Niemczech, w kraju związkowym Badenia-Wirtembergia, w rejencji Karlsruhe, w regionie Nordschwarzwald, w powiecie Enz. Leży nad Enz, ok. 5 km na zachód od centrum Pforzheim, przy drodze krajowej B294 i linii kolejowej Bad Wildbad–Pforzheim.

## Osoby urodzone w Birkenfeld

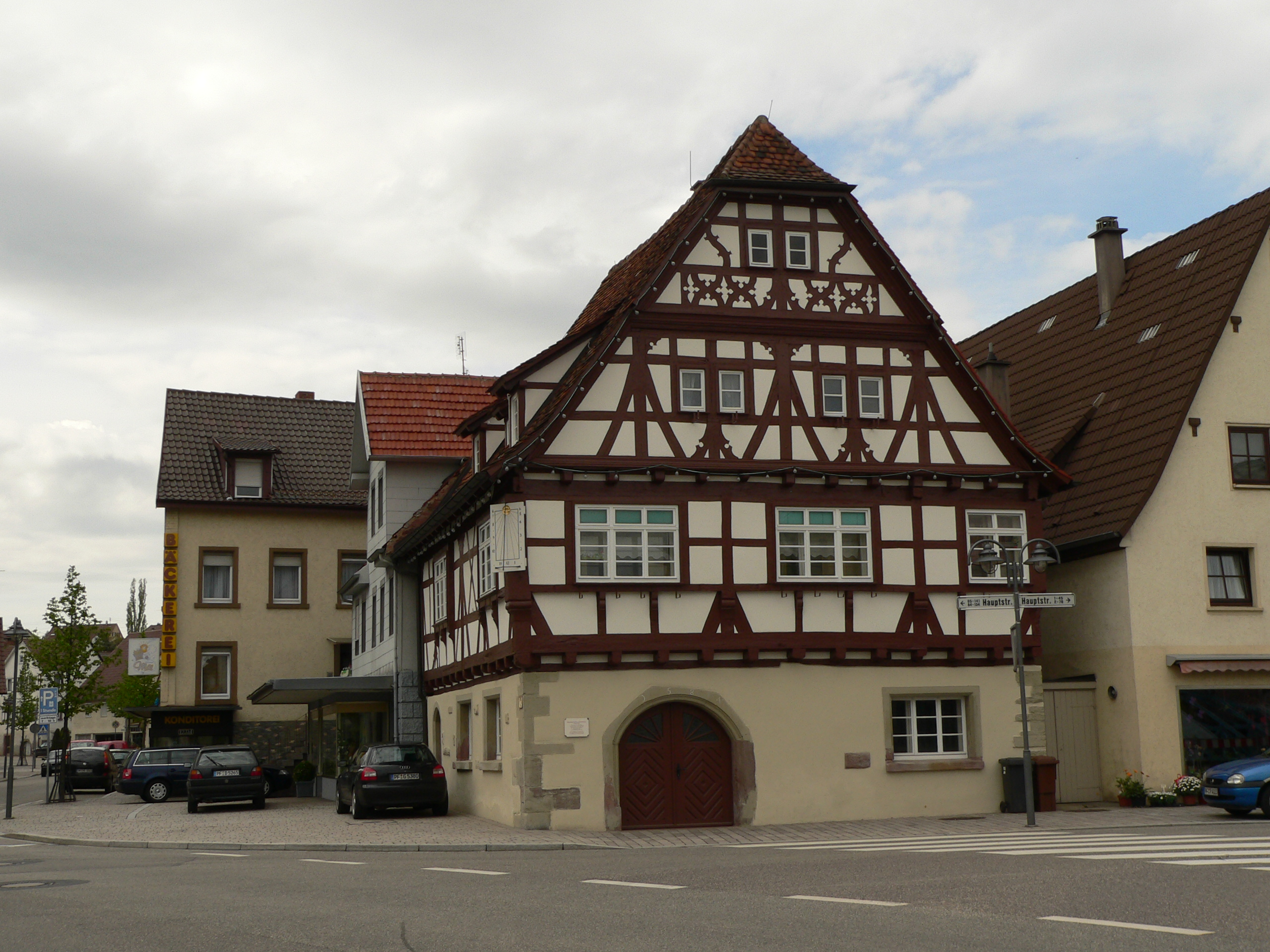
Ratusz

- Johann Abraham Sixt, kompozytor